# Нікола Аморузо
Нікола Аморузо (італ. Nicola Amoruso; нар. 29 серпня 1974, Сан-Джованні-Ротондо) — колишній італійський футболіст, що грав на позиції нападника. По завершенні ігрової кар'єри — спортивний функціонер.
Аморузо — перший гравець в історії італійського чемпіонату, який з тринадцятьма різними клубами виступав у вищому дивізіоні Італії. Крім того він лише в одному з них не забивав у чемпіонаті і став найкращим бомбардиром в історії італійського футболу серед футболістів, які не грали в збірній Італії. Аморузо виступав лише за молодіжну збірну Італії на молодіжному чемпіонаті Європи та Олімпійських іграх у 1996 році.

## Клубна кар'єра
Народився 29 серпня 1974 року в місті Сан-Джованні-Ротондо. Вихованець футбольної школи клубу «Сампдорія».
12 грудня 1993 року він дебютував у Серії А в матчі проти «Інтернаціонале», яка закінчилася розгромом його команди з рахунком 0:3. 6 лютого 1994 року нападник забив свій перший гол у чемпіонаті в матчі проти «Удінезе» (6:2). Протягом сезону 1993/94 він взяв участь у восьми матчах чемпіонату і забив три голи. У цьому ж сезоні Аморузо завоював свій перший трофей — Кубок Італії, зігравши у двох матчах турніру.
Влітку 1994 року Аморузо був придбаний клубом «Андрія» з Серії B. Італійський нападник провів тут один сезон: він виходив на поле в 34 матчах і забив 15 голів. Після цього гравець повернувся до вищого дивізіону, перейшовши до «Падови». У сезоні 1995/96 футболіст провів за клуб 33 матчі в Серії А і 14 разів вражав ворота суперників.
Своїм вдалим виступом Аморузо привернув до себе увагу з боку «Ювентуса». У липні 1996 року він став гравцем туринського клубу. В першому сезоні, конкуруючи за місце в основі з Алессандро Дель П'єро і Крістіаном Вієрі, Нікола виступив у 23 матчах, забивши 4 голи. У наступному сезоні він вийшов на поле тільки 10 разів і забив 2 голи. У сезоні 1998/99 Аморузо провів 20 ігор і відзначився голом у трьох з них. За цей час у складі «Ювентуса» він допоміг клубу 2 рази виграти «скудетто» (в 1997 і 1998 роках), а також у 1996 році стати володарем Суперкубка УЄФА та Міжконтинентального кубку. У першому матчі на Суперкубок УЄФА Аморузо забив гол на 89-й хвилині, довершуючи розгром французького «Парі Сен-Жермена» з рахунком 6:1.
З 1999 до 2005 роки нападник в кожному сезоні міняв команду, завжди залишаючись у Серії А. Він виступав за «Перуджу», «Наполі», в сезоні 2001/02 знову повернувся в «Ювентус», з яким втретє виграв чемпіонат Італії, а також став найкращим бомбардиром Кубка Італії. Після цього Нікола перейшов в «Перуджу». У січні 2003 року Аморузо підписав контракт з командою «Комо», де він виступив в 14 матчах і забив 6 голів. У 2003 році Аморузо став гравцем «Модени». У сезоні 2003/04 він провів за команду 25 матчів і забив 5 голів, але влітку 2004 року команда розриває з ним контракт, і Нікола приходить в «Мессіну», де проводить наступний сезон.
Влітку 2005 року Аморузо підписав контракт із «Реджиною». У першому сезоні за клуб він зіграв в 29 матчах і забив 11 голів. У «Реджині» він вперше отримав статус капітана команди. Сезон 2006/07 став найкращим у кар'єрі нападника: він провів в Серії А 34 зустрічі і забив 17 голів. У списку бомбардирів того сезону він виявився п'ятим, а його команда посіла 14-е місце в чемпіонаті. У наступному сезоні Аморузо забив 12 м'ячів. Всього ж за три сезони в «Реджині» Нікола Аморузо провів 96 матчів і 40 разів забивав гол у чемпіонаті Італії
4 травня 2008 року у зустрічі чемпіонату з «Катанією» (2:1) Аморузо забиває важливий дубль і досягає позначки в 100 голів у серії A.
Влітку 2008 року Аморузо був придбаний «Торіно» за 3 мільйони євро. У складі цієї команди до кінця року він вийшов на поле в 20 матчах і забив 4 голи. На початку наступного року Ніколу бере в оренду «Сієна». Зігравши за команду лише 6 офіційних матчів, «Сієна» не викуповує контркт Аморузо він повертається в «Торіно», яке вилетіло в Серію B.
28 серпня 2009 року футболіст підписав контракт з «Пармою». У її складі він дебютує 13 вересня 2009 року у матчі проти «Інтернаціонале». 23 вересня 2009 року він забив свій перший гол за «Парму» у ворота «Лаціо». Всього нападник провів у цьому клубі 17 матчів і забив 5 голів.
29 січня 2010 року італійського нападника купила «Аталанта». 31 січня Нікола дебютує в «Аталанті», в гостьовому поєдинку проти «Сампдорії». 28 березня він забив свій перший гол за «Аталанту» в Турині проти «Ювентуса», але його клуб це не врятувало від поразки 1:2. Цей гол зробив Аморузо єдиним гравцем, який з дванадцятьма різними італійськими командами забив хоча б один гол в Серії А.
29 серпня 2011 року в день свого 37-го дня народження Аморузо вирішив завершити кар'єру.

## Виступи за збірну
Протягом 1994–1996 років залучався до складу молодіжної збірної Італії. У 1996 році Нікола брав участь у молодіжному чемпіонаті Європи, на якому він зіграв у півфіналі турніру проти Франції (1:0) і у фінальній зустрічі з Іспанією (1:1 в основний час, 4:2 по пенальті) та допоміг своїй команді виграти трофей.
У тому ж році він був включений у список збірної на Олімпіаду в Атланті як гравець резерву, але на поле не виходив. Всього на молодіжному рівні зіграв у 4 офіційних матчах, забив 1 гол.

## Статистика виступів

### Статистика клубних виступів
| Сезон                | Команда              | Чемпіонат            | Чемпіонат | Чемпіонат | Національний кубок | Національний кубок | Національний кубок | Континентальні кубки | Континентальні кубки | Континентальні кубки | Інші змагання | Інші змагання | Інші змагання | Усього | Усього |
| Сезон                | Команда              | Ліга                 | Ігор      | Голів     | Ліга               | Ігор               | Голів              | Ліга                 | Ігор                 | Голів                | Ліга          | Ігор          | Голів         | Ігор   | Голів  |
| -------------------- | -------------------- | -------------------- | --------- | --------- | ------------------ | ------------------ | ------------------ | -------------------- | -------------------- | -------------------- | ------------- | ------------- | ------------- | ------ | ------ |
| 1993-94              | «Сампдорія»          | A                    | 8         | 3         | КІ                 | 2                  | 0                  | —                    | —                    | —                    | —             | —             | —             | 10     | 3      |
| 1994-95              | «Андрія»             | B                    | 34        | 15        | КІ                 | 1                  | 0                  | —                    | —                    | —                    | —             | —             | —             | 35     | 15     |
| 1995-96              | «Падова»             | A                    | 33        | 14        | КІ                 | 1                  | 1                  | —                    | —                    | —                    | —             | —             | —             | 34     | 15     |
| 1996-97              | «Ювентус»            | A                    | 23        | 4         | КІ                 | 4                  | 1                  | ЛЧ                   | 7                    | 4                    | СУ+МКК        | 1+0           | 1+0           | 35     | 10     |
| 1997-98              | «Ювентус»            | A                    | 10        | 2         | КІ                 | 4                  | 2                  | ЛЧ                   | 4                    | 2                    | СІ            | 0             | 0             | 18     | 6      |
| 1998-99              | «Ювентус»            | A                    | 20        | 3         | КІ                 | 3                  | 1                  | ЛЧ                   | 5                    | 2                    | СІ            | 0             | 0             | 28     | 6      |
| 1999-00              | «Перуджа»            | A                    | 25        | 11        | КІ                 | 3                  | 0                  | Інт                  | —                    | —                    | —             | —             | —             | 28     | 11     |
| 2000-01              | «Наполі»             | A                    | 30        | 10        | КІ                 | 2                  | 0                  | —                    | —                    | —                    | —             | —             | —             | 32     | 10     |
| 2001-02              | «Ювентус»            | A                    | 9         | 0         | КІ                 | 7                  | 6                  | ЛЧ                   | 6                    | 1                    | —             | —             | —             | 22     | 7      |
| Усього за «Ювентус»  | Усього за «Ювентус»  | Усього за «Ювентус»  | 62        | 9         |                    | 18                 | 10                 |                      | 22                   | 9                    |               | 1             | 1             | 103    | 29     |
| 2002-03              | «Перуджа»            | A                    | 7         | 0         | КІ                 | 1                  | 0                  | Інт                  | —                    | —                    | —             | —             | —             | 8      | 0      |
| Усього за «Перуджу»  | Усього за «Перуджу»  | Усього за «Перуджу»  | 32        | 11        |                    | 4                  | 0                  |                      | —                    | —                    | —             | —             | —             | 36     | 11     |
| 2002-03              | «Комо»               | A                    | 14        | 6         | КІ                 | 0                  | 0                  | —                    | —                    | —                    | —             | —             | —             | 14     | 6      |
| 2003-04              | «Модена»             | A                    | 25        | 5         | КІ                 | 1                  | 0                  | —                    | —                    | —                    | —             | —             | —             | 26     | 5      |
| 2004-05              | «Мессіна»            | A                    | 22        | 5         | КІ                 | 2                  | 1                  | —                    | —                    | —                    | —             | —             | —             | 24     | 6      |
| 2005-06              | «Реджина»            | A                    | 29        | 11        | КІ                 | 0                  | 0                  | —                    | —                    | —                    | —             | —             | —             | 29     | 11     |
| 2006-07              | «Реджина»            | A                    | 34        | 17        | КІ                 | 2                  | 0                  | —                    | —                    | —                    | —             | —             | —             | 36     | 17     |
| 2007-08              | «Реджина»            | A                    | 33        | 12        | КІ                 | 0                  | 0                  | —                    | —                    | —                    | —             | —             | —             | 33     | 12     |
| Усього за «Реджину»  | Усього за «Реджину»  | Усього за «Реджину»  | 96        | 40        |                    | 2                  | 0                  |                      | —                    | —                    | -             | —             | —             | 98     | 40     |
| 2008-09              | «Торіно»             | A                    | 20        | 4         | КІ                 | 3                  | 0                  | —                    | —                    | —                    | —             | —             | —             | 23     | 4      |
| 2008-09              | «Сієна»              | A                    | 6         | 0         | КІ                 | 0                  | 0                  | —                    | —                    | —                    | —             | —             | —             | 6      | 0      |
| 2009-10              | «Торіно»             | B                    | 0         | 0         | КІ                 | 1                  | 0                  | —                    | —                    | —                    | —             | —             | —             | 1      | 0      |
| Усього за «Торіно»   | Усього за «Торіно»   | Усього за «Торіно»   | 20        | 4         |                    | 4                  | 0                  |                      | —                    | —                    | -             | —             | —             | 24     | 4      |
| 2009-10              | «Парма»              | A                    | 17        | 5         | КІ                 | 0                  | 0                  | —                    | —                    | —                    | —             | —             | —             | 17     | 5      |
| 2009-10              | «Аталанта»           | A                    | 15        | 1         | КІ                 | 0                  | 0                  | —                    | —                    | —                    | —             | —             | —             | 15     | 1      |
| 2010-11              | «Аталанта»           | B                    | 0         | 0         | КІ                 | 0                  | 0                  | —                    | —                    | —                    | —             | —             | —             | 0      | 0      |
| Усього за «Аталанту» | Усього за «Аталанту» | Усього за «Аталанту» | 15        | 1         |                    | 0                  | 0                  |                      | —                    | —                    | —             | —             | —             | 15     | 1      |
| Усього за кар'єру    | Усього за кар'єру    | Усього за кар'єру    | 414       | 128       |                    | 37                 | 12                 |                      | 22                   | 9                    |               | 1             | 1             | 474    | 150    |

## Титули і досягнення

### Командні
- Чемпіон Італії (3):

«Ювентус»: 1996-97, 1997-98, 2001-02
- Володар Кубка Італії (1):

«Сампдорія»: 1993-94
- Володар Суперкубка Італії з футболу (1):

«Ювентус»: 1997
- Володар Міжконтинентального кубка (1):

«Ювентус»: 1996
- Володар Суперкубка УЄФА (1):

«Ювентус»: 1996
- Володар Кубка Інтертото (1):

«Ювентус»: 1999
- Чемпіон Європи (U-21): 1996

### Особисті
- Найкращий бомбардир Кубка Італії: 2001-02 (6 голів)